# Lanzo (torrente)
Il Lanzo è un torrente della provincia di Grosseto, affluente dell'Ombrone, lungo 29 km.